# Draco (wetgever)
Draco (Oudgrieks Δράκων, ofwel Drakon) was archont en oudst bekende wetgever van Athene. Rond 624 v.Chr. zou hij, door de adel met buitengewone volmachten bekleed, het Atheense strafrecht gecodificeerd hebben. Zijn wetten verschenen in 621 v.Chr. en bevatten twee strafrechtelijke noviteiten: het onderscheid tussen "moord" (doodslag met voorbedachten rade), "doodslag" en "per ongeluk doden", én het verwijzen van bepaalde zaken naar gespecialiseerde gerechtshoven. 
De codificatie door Draco betekende een belangrijke vooruitgang:
1. Het recht stond voortaan objectief vast; het was onttrokken aan de willekeurige interpretatie van een klassenjustitie (d.i. een belangrijke stap in de richting van verdere democratisering);
2. Er werd een einde gemaakt aan de bloedwraak, waardoor de grote invloed van de (aristocratische) familieraden werd gebroken.[1]

## De term 'draconisch'
De wetten van Draco waren van een spreekwoordelijke strengheid. Zelfs op kleine vergrijpen stond de doodstraf. Daarom is het van zijn naam afgeleide woord draconisch legendarisch synoniem met zeer streng; een draconische maatregel geeft aan dat er een zware sanctie volgt op een gesignaleerd misdrijf, zo zwaar dat ze punctueel en onontkoombaar wordt uitgevoerd. Hierbij wordt geen verband gelegd met Draco's codificering van toen bestaande wetten. De overlevering heeft vaak aan mensen met een tweelettergrepige naam een bijzondere invloed toegeschreven; de historische correctheid is in het geval van Draco twijfelachtig.
In de vroege zesde eeuw v.Chr. werden de draconische wetten, met uitzondering van die betreffende doodslag, vervangen door de wetten van Solon.